# 1255
سنة 1255 كانت سنة بسيطة تبدأ يوم الجمعة (الرابط يظهر نموذج التقويم الكامل للسنة) من التقويم اليولياني.

## مواليد
- أدولف ملك ألمانيا.
- إبراهيم الدسوقي.

## وفيات
- باتو خان.